# 新安州青年站
新安州青年站（朝鲜语：／ Sinanju-ch'ŏngnyŏn yŏk */?）是朝鮮民主主義人民共和國平安南道安州市驿前洞的一個鐵路車站，属于平义线和价川线。

## 邻近车站
平义线
大桥站 - 新安州青年站 - 清川江站
价川线
新安州青年站 - 安州站